# Glottolog
Glottolog è un database online che fornisce un catalogo delle lingue del mondo corredato da una raccolta di riferimenti bibliografici. Il database è gestito dall'Istituto Max Planck di antropologia evolutiva.